# Беляев, Игорь Александрович
Игорь Александрович Беляев (30 августа 1975, Курск) — российский футболист, защитник, тренер.

## Биография
Воспитанник курского футбола, занимался в ДЮСШ АПЗ-20. С 1996 года играл за команду «Авангард» Курск. В 2005 году стал лучшим бомбардиром зоны ЛФК «Черноземье» в составе «Авангарда-2».
В 2013 году был назначен на должность старшего тренера «Авангарда», после отставки главного тренера Игоря Зазулина исполнял обязанности главного тренера (с 24 апреля по 31 мая 2014 года). В январе 2015 года стал главным тренером команды, сменив на этом посту Сергея Булатова.
По итогам сезона 2016/2017 года вывел «Авангард» в ФНЛ. В сентябре 2017 года подал в отставку с поста главного тренера, но остался в тренерском штабе команды, которую возглавил Хасанби Биджиев. 31 мая 2018 был вновь назначен главным тренером.
В сезоне 2018/2019 года был признан болельщиками лучшим тренером ФНЛ в сентябре.